# Tebogo Langerman
Tebogo Langerman (sinh ngày 6 tháng 5 năm 1986 ở Johannesburg) là một cầu thủ bóng đá người Nam Phi thi đấu ở vị trí tiền vệ chạy cánh trái và hậu vệ trái cho Mamelodi Sundowns F.C. ở Premier Soccer League và Nam Phi.